# Judit Polgár
Judit Polgár (sinh ngày 23 tháng 7 năm 1976) là một đại kiện tướng cờ vua người Hungary. Cô được nhìn nhận là kỳ thủ nữ mạnh nhất thế giới từ trước tới nay. Năm 1991, Polgar đạt danh hiệu kiện tướng lúc 15 tuổi 4 tháng, vào thời điểm đó là kỳ thủ trẻ nhất đạt được danh hiệu này, phá vỡ kỷ lục trước đó do cựu vô địch thế giới Bobby Fischer nắm giữ. Cô là kỳ thủ trẻ nhất cho đến nay từng vào Top 100 kỳ thủ của FIDE, được xếp thứ 55 trong danh sách tháng 1 năm 1989, ở tuổi 12. Cô là người phụ nữ duy nhất được chọn để tham gia một giải đấu vô địch thế giới, vào năm 2005. Cô là người phụ nữ đầu tiên, và cho đến nay, là người duy nhất có hệ số ELO vượt qua 2700, với đỉnh cao sự nghiệp là 2735 - xếp hạng 8 thế giới, tại thời điểm năm 2005. Cô là người phụ nữ có hệ số ELO đứng đầu trên thế giới từ tháng 1 năm 1989 cho đến  tháng 3 năm 2015, khi kỳ thủ Trung Quốc Hầu Dật Phàm thế chỗ; 
cô tiếp tục xếp số 1 một lần nữa trong tháng 8 năm 2015 trong bảng xếp hạng nữ, và đây cũng là lần xuất hiện cuối cùng của cô trong bảng xếp hạng của FIDE toàn cầu.
Cô đã vô địch hoặc đồng vô địch các giải đấu cờ vua của Hastings năm 1993, Madrid 1994, León 1996, Mỹ mở rộng 1998, Hoogeveen 1999, Sigeman & Co 2000, Japfa 2000, và Giải tưởng niệm Najdorf 2000.
Polgar là người phụ nữ duy nhất đã giành được một trận thắng trước đương kim vô địch thế giới, và đã đánh bại mười một nhà vô địch thế giới hiện tại hay trước đây trong hoặc cờ nhanh hoặc cờ tiêu chuẩn: Magnus Carlsen, Anatoly Karpov, Garry Kasparov, Vladimir Kramnik, Boris Spassky, Vasily Smyslov, Veselin Topalov, Viswanathan Anand, Ruslan Ponomariov, Alexander Khalifman, và Rustam Kasimdzhanov.

## Sách liên quan
- Forbes, Cathy (1992), The Polgar Sisters: Training or Genius?, Henry Holt & Co., ISBN 0-8050-2426-3
- Hurst, Sarah (2002), Curse of Kirsan: Adventures in the Chess Underworld, Russell Enterprises, ISBN 1-888690-15-1
- Karolyi, Tibor (2004), Judit Polgár, the Princess of Chess, Batsford, ISBN 0-7134-8890-5
- Polgar, Susan; Truong, Paul (2005), Breaking Through: How the Polgar Sisters Changed the Game of Chess, Everyman Chess, ISBN 1-85744-381-0
- Shahade, Jennifer (2005), Chess Bitch: Women In The Ultimate Intellectual Sport, Siles Press, ISBN 1-890085-09-X
- Polgár, Judit; Kepes, András (2008). Matt a férfiaknak (Checkmate to Men) English translation due 2009.
- Polgar, Judit (2010), Chess Playground, Caissa Hungary, ISBN 978-963-06-9620-3